# Belinda Cordwell
Belinda Jane Cordwell (ur. 21 września 1965 w Wellington) – nowozelandzka tenisistka, reprezentantka kraju w Fed Cup i Pucharze Hopmana, olimpijka z Seulu (1988).
Tenisistka praworęczna z oburęcznym bekhendem, klasyfikowana najwyżej w rankingu WTA na 17. miejscu w grze pojedynczej (1989). Od 1992 kapitan reprezentacji Nowej Zelandii w Fed Cup.

## Kariera tenisowa
Belinda Cordwell rozpoczęła występy w juniorskich turniejach Międzynarodowej Federacji Tenisowej w 1982 roku. W tej kategorii jej największym osiągnięciem jest ćwierćfinał Wimbledonu 1982 w grze podwójnej dziewcząt, osiągnięty w parze ze Szwajcarką Weber.
Status profesjonalnej tenisistki otrzymała 19 lipca 1982 roku.

### Gra pojedyncza
Belinda Cordwell wygrała w swojej karierze jeden turniej WTA w grze pojedynczej, w 1989 roku w Singapurze. Klasyfikowana była na 17. miejscu światowego rankingu, według notowań z 4 grudnia 1989.
Pierwszy profesjonalny występ odnotowała w lipcu 1982 w rozgrywkach Pucharu Federacji, gdzie rozegrała spotkanie ze Szwajcarką Petrą Jauch Delhees, które przegrała 4:6, 4:6. Od października 1983 próbowała swoich sił w kobiecych turniejach ITF, odnosząc pierwszy sukces w Newcastle. Zdobyła tam bez straty seta swój debiutancki tytuł, pokonując po drodze rozstawioną z drugim numerem Neridę Gregory, a w finale Amerykankę Dee Ann Hansel 6:1, 6:2. W listopadzie 1984 po raz pierwszy wystartowała w kwalifikacjach do turnieju WTA, w Brisbane, ale została wyeliminowana w drugiej rundzie.
W lutym 1985 roku wywalczyła swoje drugie mistrzostwo w zawodach ITF, triumfując w Tasmanii, wyczyn ten powtórzyła w Canberze, a w Adelaide została pokonana w finale. W czerwcu wzięła udział w eliminacjach do wielkoszlemowego Wimbledonu, ale odpadła w trzeciej rundzie. W pierwszym meczu wygrała z Kanadyjką Jill Hetherington wynikiem 5:7, 7:5, 13:11. W lipcu odnotowała swój debiut w drabince głównej turnieju WTA, przechodząc w Newport eliminacje i dochodząc tam aż do ćwierćfinału. W drugiej rundzie ograła rozstawioną z czwartym numerem Kathy Jordan 6:4, 6:3. W sierpniu po raz pierwszy zagrała w zawodach wielkoszlemowych. W trzecim meczu w Nowym Jorku musiała uznać wyższość Ziny Garrison.
W marcu 1987 wygrała zmagania ITF w Canberze i Adelajdzie. W czerwcu doszła do trzeciej rundy Wimbledonu, eliminując po drodze Arantxę Sánchez Vicario. W styczniu 1988 zameldowała się w czwartej rundzie Australian Open, gdzie została pokonana przez Helenę Sukovą. W lutym awansowała do ćwierćfinału w rodzinnym Wellington, potem w Birmingham (ograła Nathalie Tauziat) i wygrała dwa mecze na kortach Wimbledonu. We wrześniu wystąpiła w letnich igrzyskach olimpijskich.
Największe sukcesy osiągnęła w 1989 roku. Najpierw awansowała do półfinału Australian Open, co jest jej najlepszym wielkoszlemowym rezultatem. Ograła tam Barbarę Potter, Brendę Schultz i Catarinę Lindqvist, przegrywając dopiero z Sukovą po trzech setach. W lutym po raz pierwszy wystąpiła w finale imprezy WTA. Miało to miejsce w Auckland; Cordwell jako zawodniczka numer 92 w rankingu światowym wyeliminowała Conchitę Martínez i Jo Durie, zatrzymując się dopiero na najwyżej rozstawionej Patty Fendick. Awansowała do grona pięćdziesięciu najlepszych zawodniczek globu. W kwietniu zdobyła swój pierwszy indywidualny tytuł. Dokonała tego w Kallang w Singapurze, bez straty seta. Wyeliminowała Sabine Appelmans, Louise Allen i Sandrę Wasserman, w finale tracąc jednego gema w konfrontacji z Japonką Akiko Kijimutą. Ponadto przywiozła z Azji także trofeum deblowe w tych zmaganiach. Tydzień później doszła do półfinału w Tokio. Po awansie do ćwierćfinału w Genewie przesunęła się na 19. miejsce rankingu WTA. Na zakończenie sezonu notowana była na pozycji siedemnastej.
W styczniu 1990 Appelmans pokonała ją w półfinale w Auckland. Cordwell nie odnosiła jednak tak dobrych wyników jak przed rokiem, nie obroniła mistrzostwa z Kallang, przegrywając tam już pierwszy mecz. W czerwcu przedostała się do jednej czwartej finału w Birmingham, pokonana przez Garrison. W kolejnych turniejach traciła mnóstwo punktów wywalczonych w poprzednim sezonie i wypadła z czołowej setki notowań WTA. W 1991 w żadnym turnieju nie wygrała więcej niż dwóch spotkań. Swój ostatni mecz rozegrała w październiku w pierwszej rundzie eliminacji do zawodów w Brighton. Przegrała 7:6(7), 4:6, 2:5 z rozstawioną z piątym numerem Dominique Monami. 23 września podała informację o zakończeniu kariery tenisowej.
Belinda Cordwell była ostatnią nowozelandzką tenisistką, która wygrała imprezę WTA w grze pojedynczej (1989). Ten wynik poprawiła ponad dwadzieścia lat później Marina Erakovic, która sięgnęła po najważniejsze trofeum 23 lutego 2013 w Memphis.

### Gra podwójna
W maju 1984 Cordwell wygrała swój pierwszy turniej ITF w grze podwójnej we Flemington, w parze z rodaczką Julie Richardson. W sierpniu zadebiutowała w zawodach wielkoszlemowych w US Open. Nowozelandki przegrały w pierwszej rundzie z rozstawionymi z drugim numerem Claudią Kohde-Kilsch i Haną Mandlíkovą. W listopadzie wystąpiły po raz pierwszy w drabince głównej turnieju WTA w Brisbane, ale do drugiej rundy zawodów tej rangi przedostały się dopiero w lipcu 1985 w Indianapolis. Tam w pierwszej rundzie wyeliminowały Neige Diaz i Shawn Fotz, duet z Brazylii. W październiku Cordwell razem z Richardson sięgnęła po swój pierwszy tytuł WTA, a dokonała tego w Tokio. Nowozelandki ograły tam między innymi Mimę Jaušovec i Iwonę Kuczyńską, a w finale najwyżej rozstawione Laurę Arraya i Beth Herr z Peru. Na koniec sezonu doszły do półfinału w Auckland.
W kwietniu 1987 z Australijką Louise Field awansowała do półfinału w Tajwanie, a w czerwcu razem z Anne Minter do trzeciej rundy Wimbledonu. Pogromczyniami Cordwell i Minter okazały się najwyżej rozstawione Martina Navrátilova i Pam Shriver. W lutym 1988 razem z Richardson dotarła do finału w Wellington, gdzie tenisistki z Nowej Zelandii musiały uznać wyższość Patty Fendick i Jill Hetherington. Fendick w parze z Henricksson pokonały Cordwell i Richardson w finale w Tajwanie kilka tygodni później.
Cordwell u boku Dinky Van Rensburg zameldowała się w czerwcu w finale imprezy WTA w Eastbourne, był to jej piąty deblowy finał w karierze. Przegrały z Evą Pfaff i Elizabeth Smylie. Razem z Afrykanką doszła do trzeciej rundy Australian Open w 1989. W kwietniu tego samego roku wygrała swój drugi profesjonalny tytuł, czyniąc to w Kallang w parze ze Smylie. Z Singapuru przywiozła więc zarówno puchar singlowy, jak i deblowy. Na koniec roku notowana była na 18. miejscu w gronie deblistek świata, lokatę tę poprawiła o jedną pozycję w styczniu 1990 po osiągnięciu półfinału w Auckland razem z Evą Pfaff. W sezonie tym zagrała również w półfinale w Tokio (z Henricksson) i Schenectady (z Lindą Barnard). W kwietniu 1991 po raz ostatni wystąpiła w turniejowym ćwierćfinle. Dokonała tego w prestiżowych zmaganiach w Toronto u boku Marii Lindstrom ze Szwecji, przegrały z Kohde-Kilsch i Sukovą, ale wcześniej wyeliminowały Jo Durie i Katerinę Maleewą.

### Gra mieszana
Pomiędzy 1986 a 1991 Cordwell kilkakrotnie występowała w turniejach gry mieszanej przy okazji zawodów wielkoszlemowych. Swój najlepszy rezultat osiągnęła podczas Wimbledonu w 1987 roku, dochodząc razem z Australijczykiem Simpsonem do trzeciej rundy. Zostali pokonani przez Kathy Jordan i Kena Flacha. Poza tym tylko raz przeszła pierwszą rundę, w Londynie w 1991 razem z Byronem Talbotem.

### Występy reprezentacyjne
W latach 1982–1991 reprezentowała Nową Zelandię w siedemnastu konfrontacjach w ramach rozgrywek o Puchar Federacji. Rozegrała łącznie dwadzieścia dziewięć spotkań, z których wygrała czternaście. W 1985 wygrała mecz z Pascale Paradis-Mangon, a także w parze z Richardson z Gabrielą Sabatini i Adrianą Villagran-Reami. W 1992 roku, kilka miesięcy po zakończeniu kariery, została wybrana kapitanem narodowej reprezentacji w tym turnieju. Według statystyk prowadzonych przez oficjalną stronę internetową zawodów, Cordwell i Richardson pozostają najskuteczniejszą nowozelandzką parą deblową w historii zmagań.

## Życie prywatne
Belinda Cordwell jest zamężna i ma troje dzieci, które noszą imiona Rosie, Henry i Will. Mieszka wraz z rodziną w Greytown.